# Matchedje Motors
Matchedje Motors, Lda. bzw. Matchedje Motors Mozambique, Lda., ist ein mosambikanisch-chinesisches Unternehmen der Automobilindustrie. Das 2011 gegründete Unternehmen produziert seit 2014 Automobile, es ist das erste Unternehmen dieser Art in Mosambik und die erste Automarke des Landes.

## Geschichte
Die Idee zur Gründung des Unternehmens stammt von der mosambikanischen Regierung mit dem Ziel, der mosambikanischen Bevölkerung einfacheren Zugang zu Mobilität zu schaffen. Autos gelten in dem Land bis heute als Güter der Luxusklasse, meist werden sie aufgrund des geltenden Linksverkehrs aus Japan und Südafrika importiert.
2011 gründete die mosambikanische Regierung gemeinsam mit dem chinesischen Investor China Tong Jian Investment Co. Ltd. aus Shanghai das Unternehmen Matchedje Motors, Lda. mit Sitz auf den Virgin Islands sowie das dazugehörige Tochterunternehmen Matchedje Motors Mozambique, Lda. mit Sitz im Stadtteil Machava des Maputoer Vorortes Matola. Benannt ist das Unternehmen nach Matchedje (Distrikt Sanga, Provinz Niassa), dem Ort des zweiten Parteitages der Regierungspartei FRELIMO im Jahr 1968.
Eine Lizenz als Automobilhersteller erhielt das Unternehmen 2012. Gemeinsam mit den mosambikanischen Staatsunternehmen Portos e Caminhos de Ferro de Moçambique, den Ministerien für Handel und Technologie, dem Zollamt und dem Investitionskabinett (Gazeda) errichtete das Unternehmen seinen ersten Fabrikstandort in Machava. 2013 wurde der erste Teil der Anlage fertiggestellt. Geplant ist ein Ausbau auf 590 Hektar.
Im März 2014 begann die erste Produktion, am 25. September 2014, zum mosambikanischen Staatsfeiertag, stellte das Unternehmen das erste fertiggestellte Modell eines Pick-ups vor. Für 2015 und 2016 ist eine Produktion von 100.000 Fahrzeugen vorgesehen, mittelfristiges Ziel ist es 2017–2020 500.000 Wagen pro Jahr zu produzieren. Insgesamt wurden nach Presseberichten 150 Millionen US-Dollar investiert und damit 400 direkte Arbeitsplätze geschaffen.

## Modelle
Das erste Automodell in Produktion ist ein Pick-up mit dem Modellnamen „F16“, ausgestattet mit einem 2,8-Liter-Dieselmotor. Das Modell ist baugleich mit dem Foday Lion F16 des chinesischen Herstellers Guangdong Foday Automobile Co., Ltd., und orientiert sich stark am in Mosambik weit verbreiteten Pick-up-Modell des Toyota Hilux. Die ersten Exemplare werden zu einem Preis von 595.000 Meticais (ca. 15.000 Euro) verkauft.
Des Weiteren ist nach Unternehmensangaben sowie Presseberichten auch die Produktion von 3000 Stadt- und Kleinbussen, 5000 Lastkraftwagen und 22.000 Kleinwagen vorgesehen. Die Modelle basieren auf Konzepten von TJ Innova Engineering & Technology, das zum Miteigentümer China Tong Jian Investment gehört.